# MARK2

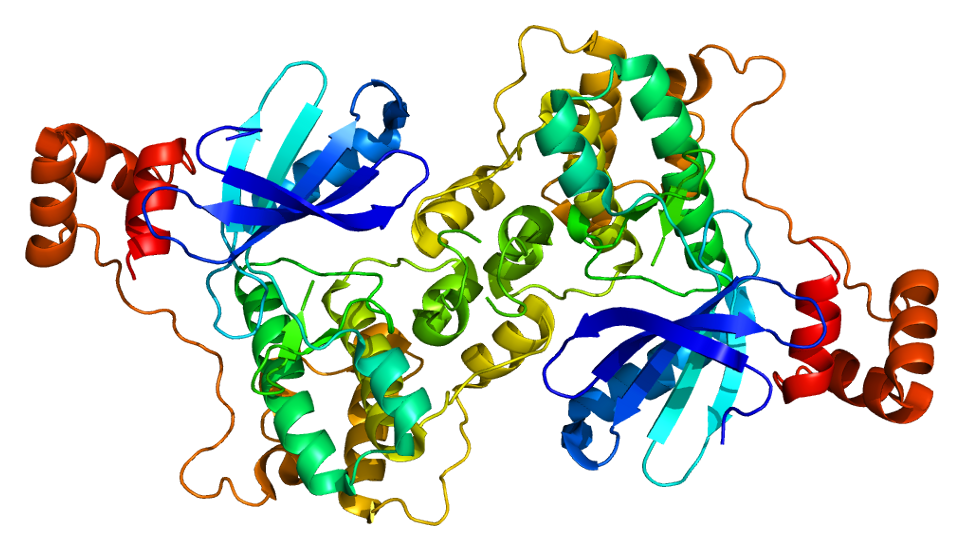
Struktura MARK2

MARK2 – gen kodujący białko kinazy białkowej serynowo-treoninowej. Gen MARK2 (MAP/microtubule affinity-regulating kinase 2), znany też jako EMK1 (ELKL motif kinase) znajduje się w locus 11q13. Ortologiem MARK2 u C. elegans jest par1.